# Wulkanodony
Wulkanodony (Vulcanodontidae) – rodzina dinozaurów z grupy zauropodów.
Były to średnie (dł. ciała 5–8 m), czworonożne zauropody (podobne jeszcze do prozauropodów). Żyły w epoce wczesnej jury na terenach Afryki i Eurazji. Ich szczątki odkryto w Chinach, Niemczech oraz w Zimbabwe.
Do rodziny tej zalicza się m.in. następujące rodzaje: barapazaur, kotazaur, kunmingozaur, omdenozaur, tazoudazaur, wulkanodon, zizhongozaur.